# سبيدي غونزالس
سبيدي غونزالس (بالإنجليزية: Speedy Gonzáles)‏، ويلقب «بأسرع فأر في أنحاء المكسيك»، هو شخصية كارتون من لووني تونز وميري ميلوديز لوارنر براذرز، يتميز سبيدي بسرعته ولكنته المكسيكية، عادة ما يرى مرتديا قبعة مكسيكية صفراء ضخمة، قميصا وبنطالا أبيضين، وكيرشيف أحمر.

## تاريخ الشخصية
ظهر سبيدي في فيلم 1953 كات-تايلز فور تو من إخراج روبرت مككمسون، فكان أكثر إزعاجا ونحفا وشبها بالجرذان مع سن بارزة ذهبية، تمر سنتين ليقوم هاولي برات تحت إخراج فريز فريلينغ بإعادة تصميم الشخصية إلى الشكل الحالي الذي ظهر لأول مرة في فيلم سبيدي غونزالس (1955)، حيث ظهر معه سيلفستر متوعدا مجموعة من الفئران لحراسته مصنع جبن على الحدود المكسيكية، تنادي الفئران الأخرى البطل الشجاع سبيدي لإنقاذهم الذي يصيح «أندالي! أندالي! آريبا! آريبا» (بالإسبانية: هيا تعال! أسرع!)‏ بصوت ميل بلانك. هذا الفيلم حاز على جائزة الأكاديمية لأفضل مادة قصيرة (فئة الكارتون).
سرعان ما ربط فريلينغ ومككمسون كلا من سيلفستر وسبيدي كخصوم في سلسلة كارتون، بنفس الطريقة التي ربط فيها تشاك جونز بين وايل إي. كايوتي ورود رنر في سلسلة كارتون رود رنر، عادة ما ينادي سبيدي خصمه «أل غرينغو بوسيغاتو»، وفي أفلام أخرى يرتبط سبيدي مع ابن عمه سلوبوك رودريغيز المعروف «بأبطأ فأر في أنحاء المكسيك»، الذي دائما ما يتورط في المشاكل ليستنجد بسبيدي. في الستينات، أصبح ألد خصوم سبيدي هو دافي داك.

## جدل في الشخصية
كارتون سبيدي هوجمت مؤخرا نظرا للعنصرية في تصوير المكسيكيين وحياتهم، حيث عادة ما يتظهر الفئران كسولة ومدمنة للشراب، عدا سبيدي المستثنى الوحيد، وفي فيلم غونزالس تامالس تقوم الفئران بالتحريض بين سيلفستر وسبيدي غيرة من سبيدي الذي أسر قلوب فتياتها.

## الظهور في مواد أخرى
ظهر سبيدي مع الشخصيات الأخرى ظهورا بسيطا في نهاية فيلم هو فريمد روجر رابيت (1988)، كما ظهر في مشهد قصير في فيلم سبيس جام (1996) وفيلم لووني تونز: باك إن أكشن (2003).

## روابط خارجية
- سبيدي غونزالس على موقع ميوزك برينز (الإنجليزية)
- سبيدي غونزالس على موقع ديسكوغز (الإنجليزية)